# Nebula’92
Nebula’92 (Nebula Awards 28) – antologia opowiadań pod redakcją Jamesa Morrowa, wydana w Polsce w 1997 roku przez wydawnictwo Prószyński i S-ka, zawierająca teksty nagrodzone i nominowane do nagrody Nebula w 1992 r. 

## Spis opowiadań
- Connie Willis – Nawet królowa (Even the Queen) – Nebula 1992, Hugo, Locus 1993
- Pamela Sargent(inne języki) – Danny leci na Marsa (Danny Goes to Mars) – Nebula 1992, Locus 1993
- Gregory Benford – Koniec rzeczy (Matter's End)
- S.N. Dyer(inne języki) – Oddział lipcowy (The July Ward)
- Paul Di Filippo – Okulary Lennona (Lennon Spex)
- Nancy Kress – Góra przyszła do Mahometa (The Mountain to Mohammed)
- David Lunde – Pieśń marsjańskiej cykady (Song of the Martian Cricket)
- Kim Stanley Robinson – Winlandia naszych snów (Vinland the Dream) – SF Chronicle Award 1992
- Michael Bishop – Życie jako układanka z kotami na wysoki połysk (Life Regarded as a Jigsaw Puzzle of Highly Lustrous Cats)
- James Morrow – Miasto prawdy (City of Truth) – Nebula 1992

Ponadto teksty niebeletrystyczne:
- John Clute(inne języki) – Czy science fiction wyszła na lunch? Przemyślenia na temat roku 1992
- Poul Anderson, Dawid Hartwell(inne języki), Stephen King – Pamięci Fritza Leibera
- Frederik Pohl – Niech się stanie Fandom
- Nick Lowe(inne języki) – Nadzieja dla potworów: filmy fantastyczne 1992 roku